# ميدل إنليت (ويسكونسن)
ميدل إنليت (بالإنجليزية: Middle Inlet, Wisconsin)‏ هي بلدة تقع بولاية ويسكونسن في الولايات المتحدة. تبلغ مساحتها 133.4 (كم²)، وترتفع عن سطح البحر 209 م، بلغ عدد سكانها 831 نسمة في عام 2000 حسب إحصاء مكتب تعداد الولايات المتحدة وتصل الكثافة السكانية فيها 6.3 نسمة/كم2.

## وصلات خارجية
- The US50 - Cities and Towns in Wisconsin State
- Wisconsin Cities and Towns, Facts, Map, Flag, Colleges, Government, and More